# Meliphaga fordiana
Meliphaga fordiana là một loài chim trong họ Meliphagidae.